# Contea di Montour
La contea di Montour (in inglese Montour County) è una contea dello Stato della Pennsylvania, negli Stati Uniti. La popolazione al censimento del 2000 era di 18 236 abitanti. Il capoluogo di contea è Danville.

## Geografia
La contea si trova nella parte centro-orientale dello Stato ed è la contea più piccola della Pennsylvania. Il territorio è montuoso. I principali corsi d’acqua sono il lago Chillisquaque e il fiume Susquehanna, oltre ai torrenti Chillisquaque, Mahoning e Roaring.

### Contee confinanti
- Contea di Lycoming - nord
- Contea di Columbia - est
- Contea di Northumberland - sud/ovest

## Storia
La contea fu creata nel 1850 e prese il nome da Madame Montour, un’interprete, diplomatica e leader locale di ascendenza algonchina e franco-canadese del XVIII secolo.

## Centri abitati[4]

### Borough
- Danville (capoluogo)
- Washingtonville

### Township
- Anthony
- Cooper
- Derry
- Liberty
- Limestone
- Mahoning
- Mayberry
- Valley
- West Hemlock